# Valado dos Frades
Valado dos Frades est une freguesia portugaise située dans le sous-région Oeste.
Avec une superficie de 18,37 km2 et une population de 3 308 habitants (2001), la paroisse possède une densité de 180,1 hab/km2.